# Comuna de Bestwina
Bestwina (polaco: Gmina Bestwina) é uma gminy (comuna) na Polónia, na voivodia de Santa Cruz e no condado de Bielski. A sede do condado é a cidade de Bestwina.
De acordo com os censos de 2004, a comuna tem 10 315 habitantes, com uma densidade 274,7 hab/km².

## Área
Estende-se por uma área de 37,55 km², incluindo:
- área agrícola: 65%
- área florestal: 11%

## Demografia
Dados de 30 de Junho 2004:
|                      | Total   | Total | Mulheres | Mulheres | Homens  | Homens |
| -------------------- | ------- | ----- | -------- | -------- | ------- | ------ |
|                      | pessoas | %     | pessoas  | %        | pessoas | %      |
| População            | 10 315  | 100   | 5294     | 51,3     | 5021    | 48,7   |
| Densidade (pop./km²) | 274,7   | 100   | 141      | 141      | 133,7   | 133,7  |

De acordo com dados de 2002, o rendimento médio per capita ascendia a 1427,16 zł.

## Subdivisões
- Bestwina, Bestwinka, Janowice, Kaniów.

## Comunas vizinhas
- Bielsko-Biała, Czechowice-Dziedzice, Miedźna, Pszczyna, Wilamowice